# André Robichaud
Pour les articles homonymes, voir Robichaud.
André Robichaud est un enseignant et un homme politique canadien d'origine américaine.

## Biographie
André Robichaud est né à Détroit, au Michigan, le 20 mai 1937. Son père est Mérel Robichaud et sa mère est Joséphine Savoie. Il épouse Rose-Marie Mallet le 14 septembre 1961 et le couple a quatre enfants: Ivan, Mario, Andrée et Pascal.
Il est député de Gloucester à l'Assemblée législative du Nouveau-Brunswick de 1970 à 1974 en tant que libéral. Il est réélu dans la nouvelle circonscription de Shippagan-Les-Îles en 1974 et reste à ce poste jusqu'en 1978.
Il est membre de la Chambre de commerce et du Club Richelieu de Shippagan.